# Фігеролес
Фігеролес (валенс. Figueroles, ісп. Figueroles) — муніципалітет в Іспанії, у складі автономної спільноти Валенсія, у провінції Кастельйон. Населення — 590 осіб (2010).

## Географія
Муніципалітет розташований на відстані близько 300 км на схід від Мадрида, 22 км на північний захід від міста Кастельйон-де-ла-Плана.

## Демографія
Динаміка населення (INE ):

## Галерея зображень

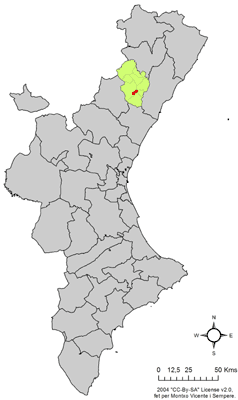
Розташування муніципалітету Фігеролес у автономній спільноті Валенсія
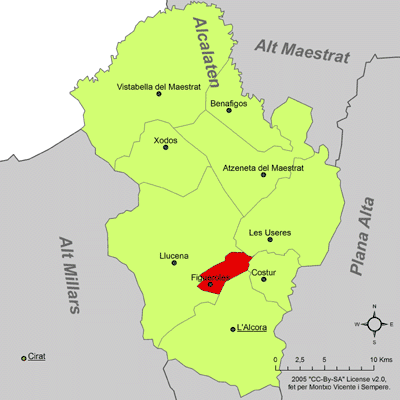
Розташування муніципалітету Фігеролес у комарці Алькалатен